# Štěpán Nemanja
Štěpán Nemanja (srbsky Стефан Немања, Stefan Nemanja, narozen asi 1110 až 1130, zemřel asi 1199, někdy se uvádí 1200) byl v letech 1166–1196 velkým srbským županem a během své vlády se zasloužil o rozvoj Srbska a o jeho odtržení od Byzance. Srbská pravoslavná církev jej uctívá jako světce.

## Život
Štěpán Nemanja byl jedním ze synovců župana Desy, po jehož skonu (1165) vypukly mezi jeho synovci boje o trůn. Již předtím měl Nemanja pod svou správou oblast v okolí řeky Toplice a kolem Dubošicy, odkud byl vyhnán svým strýcem. Nejspíše po tomto sesazení se v Niši setkal s Manuelem I. Komnenem, byzantským císařem (vládl 1143–1180). Po tomto setkání Nemanja konvertoval k ortodoxii a nechal se pokřtít podle východního ritu (už jednou byl v Zetě pokřtěn podle latinského – západního – ritu). Smrt Desy vyvolala mezi jeho synovci prudký boj. Nejprve byl Byzantskou říší za panovníka nakrátko dosazen Tichomír (1165–1166), jeden z Nemanjových bratrů. Roku 1166 se však Štěpán zmocnil trůnu svého strýce a stal se velkým rašským (srbským) županem. Tichomír se svými brarty Stracimírem a Miroslavem se za pomoci byzantských vojsk střetli se Štěpánem roku 1167 u vesnice Pantino, byli však poraženi.
Císař Manuel Rašku opět podřídil Byzanci roku 1172, kdy jeho vojsko vtrhlo v přesile do Rašky. Štěpán Nemanja, aby zabránil plenění, se radši Manuelovi podřídil a zúčastnil se imperátorova triumfálního vjezdu do Konstantinopole. Musel ovšem některá rašská území předat svým bratrům. Roku 1176 se jako vazal císaře Manuela musel zúčastnil tažení do Malé Asie, které skončilo fiaskem – porážkou u Myriokefala od Seldžuků.
Nemanja, stejně jako uherský král Béla III. Alexios a později i bulharští bojaři Theodor a Asen, využili smrti císaře Manuela v září roku 1180 a následných nepokojů proti prolatinské regentské vládě za nezletilého císaře Alexia II. Štěpánova vojska roku 1183 poplenila byzantská města Bělehrad, Braničevo, Niš a Sofie. Štěpán se později zmocnil také Zety (Černé Hory), odkud vyhnal knížete Michala II.
Roku 1188 vypravil Nemanja poselstvo k císaři Svaté říše římské Friedrichu I. Barbarossovi, vůdci III. křížové výpravy, se žádostí, aby pomohl Srbsku i bulharskému carovi Asenovi I. proti Byzanci, kde roku 1185 nastoupila v osobě Izáka II. slabá dynastie Angelovců. Ale „lobbování“ nebylo úspěšné a Friedrich odtáhl do Malé Asie, kde však v červnu roku 1190 zahynul. Roku 1191 využil Izák Angelos Barbarossova skonu (utonutí) a zaútočil na Stefana Nemanju. Byl úspěšný. Po bitvě však uznal samostatnost Srbska, potvrdil srbské výboje do roku 1189 a provdal Eudokii, dceru svého bratra Alexia (pozdějšího císaře Alexia III. Angela) za Nemanjova druhorozeného syna Štěpána.
Roku 1196 se na sněmu šlechty, zřejmě pod tlakem nového byzantského císaře Alexia III. Angela, vzdal stařičký Nemanja trůnu velkého župana. Neabdikoval ve prospěch prvorozeného syna Vukana (který se stejně roku 1202 nakrátko ujal vlády), ale ve prospěch druhorozeného Štěpána II. Nemanjiće, který se roku 1217 stal jako Štěpán I. Prvověnčaný (ten, kdo byl jako první korunován) prvním srbským králem. Nemanjův nejmladší syn Rastko přijal jméno Sáva a uchýlil se do kláštera na hoře Athos, kam se na pouť z kláštera Studenica vydal i Štěpán Nemanja. Spolu založili klášter Chilandar na Athosu, kde Nemanja přijal jméno Symeon a kde také roku 1199 nebo 1200 zemřel. Po smrti byl svatořečen srbskou ortodoxní církví. Nemanjou odešel jeden z největších srbských středověkých vládců. Pro Srbsko bylo štěstí, že jeho politika měla v blízké době pokračovatele: Štěpána Nemanjiće, arcibiskupa Sávu a Nemanjova vnuka, krále Uroše I.